# Східна Фландрія
Східна Фландрія (нід. Oost-Vlaanderen) — одна з десяти провінцій Бельгії і одна з п'яти фламандських провінцій. Східна Фландрія межує з Західною Фландрією, провінцією Антверпен, Фламандським Брабантом, Ено і Нідерландами. Столиця — Гент. Провінція складається з 65 комун.

## Основні дані
- Площа: 2982 км²
- Найвища точка: пагорб Готондберг (Hotondberg), 145 метрів над рівнем моря.
- Найважливіші річки: Шельда, Ліс, Дюрме, Дендер.
- Населення: 1.398.253 (за станом на 1 січня 2007).
- Густота населення: 469 чол/км²

## Найбільші міста
Міста з населенням понад 30 тисяч осіб:
| Назва міста   | Населення, осіб (2008) |
| ------------- | ---------------------- |
| Гент          | 237250                 |
| Алст          | 78271                  |
| Сінт-Ніклас   | 70450                  |
| Беверен       | 45887                  |
| Дендермонде   | 43618                  |
| Локерен       | 38489                  |
| Нінове        | 36219                  |
| Евергем       | 32545                  |
| Герардсберген | 31667                  |